# JoAnne Carner
JoAnne Carner, född 4 april 1939 i Kirkland, Washington, är en amerikansk professionell golfspelare. Är norskättad och hette JoAnne Gunderson som ogift.
Carner blev professionell 1970 efter en lång amatörkarriär där hon bland annat vann fem US Amateur-segrar. Hon vann 43 tävlingar på LPGA-touren, bland annat två majors. Hon toppade penningligan 1971, 1982 och 1983 och slutade topp tio i penningligan elva gånger mellan 1971 och 1984.
1999 blev hon vid 60 års ålder den äldsta spelaren som har klarat cutten i en LPGA-major och vid 63 års ålder 2002 blev hon den äldsta spelare som har klarat cutten i en LPGA-tävling.
1994 var Carner kapten för USA:s segrande lag i Solheim Cup.
Carner kallas Big Momma och är mycket populär bland spelarkolleger och publik för sitt chosefria och utåtriktade sätt. Under många år var husvagnen hennes bostad under tävlingarna och så fort hon kunde gav hon sig ut för att fiska eller dyka.

## Meriter

### Majorsegrar
- 1971 US Womens Open
- 1976 US Womens Open

### LPGA-segrar
- 1969 Burdine's Invitational (som amatör)
- 1970 Wendell-West Open
- 1971 Bluegrass Invitational
- 1974 Bluegrass Invitational, Hoosier LPGA Classic, Desert Inn Classic, St. Paul Open, Dallas Civitan Open, Portland Ladies Classic
- 1975 American Defender Classic, Girl Talk Classic, Peter Jackson Classic
- 1976 Orange Blossom Classic, Lady Tara Classic, Hoosier Classic
- 1977 Talk Tournament ‘77, Borden Classic, National Jewish Hospital Open
- 1978 Peter Jackson Classic, Borden Classic
- 1979 Honda Civic Classic, Women's Kemper Open
- 1980 Whirlpool Championship of Deer Creek, Bent Tree Ladies Classic, Sunstar 80, Honda Civic Golf Classic, Lady Keystone Open
- 1981 S&H Golf Classic, Lady Keystone Open, Columbia Savings LPGA Classic, Rail Charity Golf Classic
- 1982 Elizabeth Arden Classic, McDonald's Classic, Chevrolet World Championship of Women's Golf, Henredon Classic, Rail Charity Golf Classic
- 1983 Chevrolet World Championship of Women's Golf, Portland PING Championship.
- 1984 LPGA Corning Classic
- 1985 Elizabeth Arden Classic, SAFECO Classic

### Inofficiella segrar
- 1977 LPGA Team Championship (med Judy Rankin)
- 1978 Colgate Triple Crown
- 1979 Colgate Triple Crown
- 1982 JCPenney Classic (med John Mahaffey)
- 1996 Sprint Titleholders Senior Challenge

### Utmärkelser
- 1970 Rookie of the Year
- 1974 Rolex Player of the Year, Vare Trophy
- 1975 Vare Trophy
- 1981 Rolex Player of the Year, Vare Trophy
- 1982 Rolex Player of the Year, Vare Trophy
- 1983 Vare Trophy
- 1985 World Golf Hall of Fame
- 1995 William and Mousie Powell Award